# 김영도 (축구 선수)
김영도(한국 한자: 金榮道, 1994년 4월 4일 ~ )는 대한민국의 전 축구 선수이며, 포지션은 수비수였다.